# Júlio Calasso
Júlio Calasso (São Paulo, 1941 – São Paulo, 11 de junho de 2021) foi um roteirista, ator, produtor e diretor de cinema e teatro brasileiro. Escreveu e dirigiu os longas, Longo Caminho da Morte em 1972 com Othon Bastos e Dionísio Azevedo e o documentário "Plínio Marcos nas Quebradas do Mundaréu" em 2015 com a participação de Neville d'Almeida, Tônia Carrero.
Foi assistente de produção no filme O Bandido da Luz Vermelha (1968).

## Morte
Morreu em São Paulo no dia 11 de junho de 2021.